# ايمون كينت
ايمون كينت (21 سبتمبر 1881 - 8 مايو 1916)، نجل إدوارد توماس كينت، الجمهوري الأيرلندي المعروف بدوره في انتفاضة عيد الفصح عام 1916.

## خلفية
ولد کینت في قرية بالیمو الصغيرة، على ضفاف نهر ساك في مقاطعة غالواي. كان والداه جيمس كينت (4 يوليو 1839 - 1895) وجوان غالواي. (تزوجا في 5 يوليو 1870) كان السادس من بين سبعة أطفال، والآخرون هم ويليام ومايكل وريتشارد ونيل وجون وجيمس. كان والده جيمس كنت ضابطًا في الشرطة الملكية الأيرلندية.

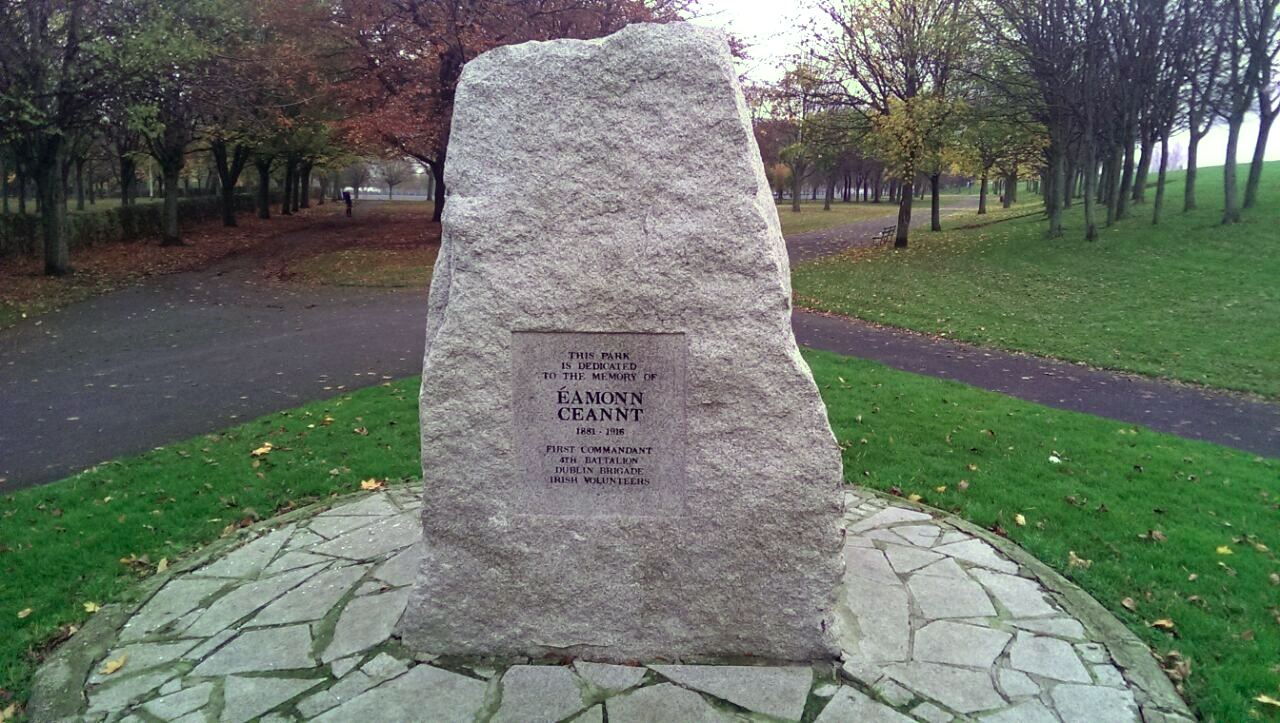
حجر تذكاري في حديقة ايمون كينت في دبلن.

### فهرس
- هنري ، وليام ، التضحية الأسمى: قصة إيمون جيانت ، مطبعة ميرسير ، كورك 2005.
- هنري ، ويليام ، سيرة ذاتية غير منشورة ، التضحية الأسمى: قصة إيمون شيان 1881-1916 مجموعة ويليام هنري ، غالواي.
- كينت ، ريتشارد ، حساب الساعات الأخيرة لأخيه إيمون شيانت نسخة في مجموعة كيلمينهام جول.
- كينت ، ريتشارد ، ملاحظات عن السيرة الذاتية لإيمون شيانت (16 أبريل 1917) ، نسخة في مجموعة كيلمينهام جول.
- ماكنالي ، مايكل ، عيد الفصح: ولادة الجمهورية الأيرلندية ، سلسلة الحملة ، نشر أوسبري ، 2007.
- تاونسند ، تشارلز ، إيستر 1916: التمرد الأيرلندي ، ألين لين ، لندن 2005.

## وصلات خارجية
- Éamonn Ceannt ، تعداد أيرلندا ، 1911